# Beerajenahalli, Chintamani
Beerajenahalli là một làng thuộc tehsil Chintamani, huyện Kolar, bang Karnataka, Ấn Độ.